# Thames Television
Thames Television var ett brittiskt tv-företag som mellan 1968 och 1992 innehade licens att sända television i London under vardagarna inom ITV-nätverket.

## Historia
Företaget bildades 1967 när Independent Television Authority förändrade ITV-nätverket. Detta fick resultatet att Associated British Corporation (ABC), som sände under helger i norra England och Midlands skulle slås samman med Associated-Rediffusion som sände under vardagarna i London. Det nya företaget skulle sända under vardagarna i London.
Efter att flera namn för det nya företaget diskuterats kom man slutligen fram till Thames Television, med tanke på floden Themsen (Thames) som rinner genom regionen företaget ansvarar för.
Thames började sända den 30 juli 1968 från måndag morgon till fredagar klockan 19.00 då man fick lämna över till London Weekend Television (LWT). Från 1982 flyttades överlämnandet fram till 17.15.
Under 1980-talet blev Thames oense med Margaret Thatcher och det Konservativa partiet, bland annat genom den kontroversiella dokumentären Death on the Rock. Detta anses ha lett till en ny tv-lag 1990 som förändrade ITV-systemet och avskaffade Independent Broadcasting Authority och införde en budgivning för ITV-licenser istället. Detta ledde till att Thames förlorade sin sändningslicens till Carlton Television som ägdes av Carlton Communications, vars vd även var god vän till Thatcher.
Thames upphörde att sända vid midnatt 31 december 1992/1 januari 1993 och ersattes av Carlton. Thames drog ner verksamheten och fortsatte som ett produktionsbolag och fortsatte producera program för ITV och andra tv-kanaler. Ägarskapet har ändrats flera gånger innan Thames hamnade hos Pearson Television, som numera heter Fremantle Media och är en del av RTL Group. Fremantle köpte även TalkBack Productions och lade samman de båda företagen till talkbackTHAMES år 2003.

## Logotyp
Thames använde under hela sin sändande tid en geografiskt inkorrekt version av Londons skyline som företagsidentitet, där fyra kända London-byggnader (Westminsterpalatsets kloktorn, BT Tower, Sankt Paulskatedralen och Tower Bridge) placerats bredvid varandra och speglades i Themsen. Skylinen kom upp ur floden tillsammans med namnet "THAMES" ackompanjerat av en fanfar, Salute to Thames.
1989 byttes den klassiska logotypen ut mot en modernare variant där skylinen var en del av en triangel. Även Salute to Thames förnyades. Senare under året försvann Salute to Thames då ett gemensamt utseende för ITV infördes. Detta utseende användes fram till 1992 då Thames införde ett helt eget utseende efter att man fått veta att licensen skulle förloras.
Efter att licensen förlorats byttes logotypen ut mot en stiliserad version av Tower Bridge för att slutligen bara bestå av namnet THAMES.

## Program
Program producerade av eller producerade för Thames inkluderar:
- Mr. Bean
- This Week